# Yardymly (quận)
Yardymly (tiếng Azerbaijan:Yardımlı) là một quận thuộc Azerbaijan. Dân số thời điểm năm 2012 là 49039 người.